# Чегодаев, Николай Иванович
Николай Иванович Чегодаев (19 декабря 1962, п. Рождественское, Пермский район, Пермский край) — советский и российский тренер по биатлону. Мастер спорта СССР, Заслуженный тренер России.

## Биография
Николай Иванович Чегодаев родился в Новосибирской области в 1962 году. Принимал участие в соревнованиях различных масштабов, выполнил норматив Мастера спорта СССР. В течение многих лет работал тренером в спортивных учреждениях Новоуральска и Нижнего Тагила. В 2003 году получил почётное звание Заслуженного тренера России, в 2006 году был удостоен личной стипендии от губернатора Свердловской области, а в 2013 году был награждён почётной грамотой Главы Екатеринбурга за достижения на спортивном поприще. Был в составе жюри на Чемпионате России в 2002 году. Также в течение некоторого времени занимал пост старшего тренера сборной Свердловской области по биатлону. Сейчас работает тренером-преподавателем по биатлону в Детско-юношеской спортивной школе «Юпитер» в Нижнем Тагиле.
За годы работы тренером Николаем Ивановичем был подготовлен ряд выдающихся спортсменов: МСМК С. Г. Башкиров, многократная чемпионка Мира и Европы Е. Г. Давгуль, чемпион Мира, Европы и России А. О. Ковязин, обладательница Кубка Европы И. Н. Милешина. Сейчас Чагодаев работает вместе с новой группой спортсменов-юниоров.